# Mnemosynini
Los mnemosininos (Mnemosynini) son una tribu de insectos hemípteros del suborden Archaeorrhyncha.

## Géneros
Tiene los siguientes géneros.
- †Mnaomaia - †Mnasthaia - Mnemosyne - †Stalisyne[1]